# Talen
Talen är en ort i Indien.   Den ligger i distriktet Rājgarh och delstaten Madhya Pradesh, i den centrala delen av landet, 600 km söder om huvudstaden New Delhi. Talen ligger 436 meter över havet och antalet invånare är 9 818.
Terrängen runt Talen är mycket platt. Runt Talen är det ganska tätbefolkat, med 199 invånare per kvadratkilometer. Närmaste större samhälle är Shujālpur, 18,2 km söder om Talen. Trakten runt Talen består till största delen av jordbruksmark.